# Beissa
 Beissa è un comune del Ciad situato nel dipartimento di Dodjé, provincia del Logone Occidentale.